# NBA 1964/65
Die NBA-Saison 1964/65 war die 19. Saison der National Basketball Association (NBA). Sie begann am Freitag, den 16. Oktober 1964, mit dem Spiel der Detroit Pistons bei den Philadelphia 76ers und endete regulär nach 360 Spielen am Sonntag, den 21. März 1965. Die Postseason begann am Mittwoch, den 24. März, und endete am Sonntag, den 25. April, mit 4—1 Finalsiegen der Boston Celtics über die Los Angeles Lakers.

## Saisonnotizen
- Von dieser Saison an bis zur nächsten traf man jeden Gegner fortan zehnmal im Verlauf einer Saison.
- Um den Einfluss der großen Spieler zu begrenzen, vergrößerte die NBA die Zone von 3,65 m auf 4,88 m.[1]
- Erster Draft-Pick in der NBA-Draft 1964 wurde Miner Jim Barnes vom Texas Western College (heute University of Texas at El Paso) für die New York Knickerbockers. Die Cincinnati Royals und die Los Angeles Lakers  machten von ihren Territorial Picks Gebrauch und wählten Bearcat George Wilson von der University of Cincinnati und Bruin Walt Hazzard von der University of California, Los Angeles aus.[2]
- Das 15. All-Star-Game fand am Dienstag, den 13. Januar 1965, vor 16.713 Zuschauern in der St. Louis Arena von St. Louis, Missouri statt. Red Auerbachs Eastern All-Stars besiegten Alex Hannums Western All-Stars mit 124—123. All-Star Game MVP wurde Jerry Lucas von den Cincinnati Royals. Oscar Robertson verwandelte wie Elgin Baylor im Jahr 1962 zwölf Freiwürfe.[3]

## Abschlusstabellen
Pl. = Rang,  = Für die Playoffs qualifiziert, Sp = Anzahl der Spiele, S—N = Siege—Niederlagen, % = Siegquote (Siege geteilt durch Anzahl der bestrittenen Spiele), GB = Rückstand auf den Führenden der Division in der Summe von Sieg- und Niederlagendifferenz geteilt durch zwei, Heim = Heimbilanz, Ausw. = Auswärtsbilanz, Neutr. = Bilanz auf neutralem Boden, Div. = Bilanz gegen die Divisionsgegner

### Eastern Division
| Pl. | Mannschaft              | Sp | S—N   | %    | GB | Heim  | Ausw. | Neutr. | Div.  |
| --- | ----------------------- | -- | ----- | ---- | -- | ----- | ----- | ------ | ----- |
| 1.  | Boston Celtics          | 80 | 62—18 | .775 | —  | 27—30 | 27—11 | 08—40  | 20—10 |
| 2.  | Cincinnati Royals       | 80 | 48—32 | .600 | 14 | 25—70 | 17—21 | 06—40  | 16—14 |
| 3.  | Philadelphia 76ers      | 80 | 40—40 | .500 | 22 | 13—12 | 09—21 | 18—70  | 14—16 |
| 4.  | New York Knickerbockers | 80 | 31—49 | .388 | 31 | 15—20 | 09—21 | 07—80  | 10—20 |

### Western Division
| Pl. | Mannschaft               | Sp | S—N   | %    | GB | Heim  | Ausw. | Neutr. | Div.  |
| --- | ------------------------ | -- | ----- | ---- | -- | ----- | ----- | ------ | ----- |
| 1.  | Los Angeles Lakers       | 80 | 49—31 | .613 | —  | 25—13 | 21—16 | 03—20  | 25—15 |
| 2.  | St. Louis Hawks          | 80 | 45—35 | .563 | 4  | 26—14 | 15—17 | 04—40  | 28—12 |
| 3.  | Baltimore Bullets        | 80 | 37—43 | .463 | 12 | 23—14 | 12—19 | 02—10  | 22—18 |
| 4.  | Detroit Pistons          | 80 | 31—49 | .388 | 18 | 13—17 | 11—20 | 07—12  | 18—22 |
| 5.  | 0San Francisco Warriors0 | 80 | 17—63 | .213 | 32 | 10—26 | 05—31 | 02—60  | 07—33 |

## Ehrungen
- Most Valuable Player 1964/65: Bill Russell, Boston Celtics
- Rookie of the Year 1964/65: Willis Reed, New York Knickerbockers
- Coach of the Year 1964/65: Red Auerbach, Boston Celtics
- All-Star Game MVP 1965: Jerry Lucas, Cincinnati Royals

| - All-NBA First Team: - Elgin Baylor, Los Angeles Lakers - Jerry Lucas, Cincinnati Royals - Bill Russell, Boston Celtics - Oscar Robertson, Cincinnati Royals - Jerry West, Los Angeles Lakers                                                   | - All-NBA Second Team: - Bob Pettit, St. Louis Hawks - Gus Johnson, Baltimore Bullets - Wilt Chamberlain, San Francisco Warriors / Philadelphia 76ers - Sam Jones, Boston Celtics - Hal Greer, Philadelphia 76ers |
| - All-Rookie Team: - Willis Reed, New York Knickerbockers - Jim Barnes, New York Knickerbockers - Howard Komives, New York Knickerbockers - Lucious Jackson, Philadelphia 76ers - Wally Jones, Baltimore Bullets - Joe Caldwell, Detroit Pistons | |

## Führende Spieler in Einzelwertungen
| Kategorie       | Spieler          | Mannschaft                                  | Wert   |
| --------------- | ---------------- | ------------------------------------------- | ------ |
| Punkte          | Wilt Chamberlain | San Francisco Warriors / Philadelphia 76ers | 2534   |
| Wurfquote †     | Wilt Chamberlain | San Francisco Warriors / Philadelphia 76ers | 51,0 % |
| Freiwurfquote ‡ | Larry Costello   | Philadelphia 76ers                          | 87,7 % |
| Assists         | Oscar Robertson  | Cincinnati Royals                           | 861    |
| Rebounds        | Bill Russell     | Boston Celtics                              | 1878   |

† 220 Körbe nötig. Chamberlain nahm 2083 Schüsse und traf 1063 mal.

‡ 210 Freiwürfe nötig. Costello traf 243 von 277.

- Bill Russell stand mit 3466 Minuten in 78 Spielen am längsten auf dem Spielfeld.
- Mit 345 beging Bailey Howell von den Baltimore Bullets die meisten Fouls. Satch Sanders von den Boston Celtics war mit 15 mal am häufigsten fouled out.
- Bis zur Saison 1968/69 wurden den Statistiken in den Kategorien „Punkte“, „Assists“ und „Rebounds“ die insgesamt erzielten Leistungen zu Grunde gelegt und nicht die Quote pro Spiel.[4]
- Wilt Chamberlain, der während der Saison von San Francisco Warriors zu den Philadelphia 76ers wechselte, hatte mit 2534 Punkten in 73 Spielen auch den besten Punkteschnitt der Saison mit 34,7 Punkten pro Spiel.
- Larry Costello verwandelte die neunundzwanzigstmeisten Freiwürfe. Oscar Robertson hatte mit 665 Verwandlungen eine Freiwurfquote von 83,9 %. Die sechste Saison in Folge von neun Spielzeiten insgesamt bekam Wilt Chamberlain die meisten Freiwürfe zugesprochen: 880 von denen er 46,4 % in Punkte umwandeln konnte. Er hat mit 11.862 überhaupt die zweitmeisten Freiwurfversuche aller Zeiten nach Karl Malone.
- Oscar Robertson gewährte 11,5 Assists pro Spiel.
- Insgesamt kamen sechs Spieler auf eine vierstellige Zahl an Rebounds. Bill Russells 1878 Abpraller bedeuteten eine Quote von 24,1 Rebounds pro Spiel. Rekordrebounder Wilt Chamberlain kam auf 1673 Rebounds und auf die einzig weitere Quote von über 20 Rebounds pro Spiel (22,9 RpS).

## Playoffs-Baum
|  | Division-Halbfinals | Division-Halbfinals | Division-Halbfinals |  |  | Division-Finals | Division-Finals    | Division-Finals |  |    | NBA-Finals         | NBA-Finals     | NBA-Finals |
|  |                     |                     |                     |  |  |                 |                    |                 |  |    |                    |                |            |
|  | Western Division    | Western Division    | Western Division    |  |  | W1              | Los Angeles Lakers | 4               |  |    |                    |                |            |
|  | W2                  | St. Louis Hawks     | 1                   |  |  | W2              | Baltimore Bullets  | 2               |  |    |                    |                |            |
|  | W3                  | Baltimore Bullets   | 3                   |  |  |                 |                    |                 |  | W1 | Los Angeles Lakers | 1              |            |
|  |                     |                     |                     |  |  |                 |                    |                 |  |    | E1                 | Boston Celtics | 4          |
|  | Eastern Division    | Eastern Division    | Eastern Division    |  |  | E1              | Boston Celtics     | 4               |  |    |                    |                |            |
|  | E2                  | Cincinnati Royals   | 1                   |  |  | E3              | Philadelphia 76ers | 3               |  |    |                    |                |            |
|  | E3                  | Philadelphia 76ers  | 3                   |  |  |                 |                    |                 |  |    |                    |                |            |

## Playoffs-Ergebnisse
Die Playoffs begannen am 24. März und wurden in der ersten Runde nach dem Modus „Best of Five“ ausgetragen, die Division-Finals und die NBA-Finals nach dem Modus „Best of Seven“. Die Divisionssieger hatten ein Freilos in der ersten Runde.
Bill Russell von den Boston Celtics gewährte 76 Assists und errang 302 Rebounds. Jerry West von den Los Angeles Lakers erzielte 447 Punkte in der Postseason.
Nie standen Spieler in einer 4-Spiele-Serie länger auf dem Feld als Wilt Chamberlain, Jerry Lucas und Oscar Robertson in den Eastern Division-Halbfinals, nämlich 195 Minuten. Zum höchsten Minutenschnitt reichte es jedoch nicht, 48,75 Minuten pro Spiel wurden sowohl von Chamberlain selbst als auch von Kareem Abdul-Jabbar übertroffen. Chamberlain ging in den Eastern Division-Finals gegen Boston mit der zweitbesten Leistung in einer Siebener-Serie auch nochmal über 341 Minuten. Er hatte mit 220 die meisten Rebounds.
Den besten Punkteschnitt einer Playoff-Serie erreichte Jerry West in den Western Division-Finals mit 46,3 Punkten pro Spiel. Seine 278 Punkte und 86 verwandelten Freiwürfe sind Spitzenwerte einer Sechs-Spiele-Serie. Er kam in der gleichen Serie sechsmal in Folge auf über 40 Punkte. Das ist keinem anderen jemals gelungen (Stand: 2020).

### Eastern Division-Halbfinals
Philadelphia 76ers 3, Cincinnati Royals 1

Mittwoch, 24. März: Cincinnati 117 – 119 Philadelphia (n. V.)

Freitag, 26. März: Philadelphia 120 – 121 Cincinnati

Sonntag, 28. März: Cincinnati 94 – 108 Philadelphia

Mittwoch, 31. März: Philadelphia 119 – 112 Cincinnati

### Western Division-Halbfinals
Baltimore Bullets 3, St. Louis Hawks 1

Mittwoch, 24. März: St. Louis 105 – 108 Baltimore

Freitag, 26. März: St. Louis 129 – 105 Baltimore

Sonnabend, 27. März: Baltimore 131 – 99 St. Louis

Dienstag, 30. März: Baltimore 109 – 103 St. Louis

### Eastern Division-Finals
Boston Celtics 4, Philadelphia 76ers 3

Sonntag, 4. April: Boston 108 – 98 Philadelphia

Dienstag, 6. April: Philadelphia 109 – 103 Boston

Donnerstag, 8. April: Boston 112 – 94 Philadelphia

Freitag, 9. April: Philadelphia 134 – 131 Boston (n. V.)

Sonntag, 11. April: Boston 114 – 108 Philadelphia

Dienstag, 13. April: Philadelphia 112 – 106 Boston

Donnerstag, 15. April: Boston 110 – 109 Philadelphia

### Western Division-Finals
Los Angeles Lakers 4, Baltimore Bullets 2

Sonnabend, 3. April: Los Angeles 121 – 115 Baltimore

Montag, 5. April: Los Angeles 118 – 115 Baltimore

Mittwoch, 7. April: Baltimore 122 – 115 Los Angeles

Freitag, 9. April: Baltimore 114 – 112 Los Angeles

Sonntag, 11. April: Los Angeles 120 – 112 Baltimore

Dienstag, 13. April: Baltimore 115 – 117 Los Angeles

## NBA-Finals

### Boston Celtics vs. Los Angeles Lakers
Mit 617 Punkten sahen die Finals von 1965 die meisten Punkte und mit 243 Feldtoren die meisten Körbe einer Fünf-Spiele-Finalserie. Ebenso die meisten Würfe (568) und die meisten verwandelten Freiwürfe (146), davon 51 Rekordfreiwürfe durch Jerry West. Bill Russell hatte mit 70,2 % die beste Wurfquote einer Fünfer-Serie. Die Celtics erzielten am 18. April die zweitmeisten Punkte eines Finalspiels, übertroffen nur durch sich selbst am 27. Mai 1985.
Die Finalergebnisse:

Sonntag, 18. April: Boston 142— 110 Los Angeles

Montag, 19. April: Boston 129 – 123 Los Angeles

Mittwoch, 21. April: Los Angeles 126 – 105 Boston

Freitag, 23. April: Los Angeles 99 – 112 Boston

Sonntag, 25. April: Boston 129 – 96 Los Angeles
Die Boston Celtics werden mit 4—1 Siegen zum achten Mal und zum siebenten Mal in Folge NBA-Meister. In keiner der anderen großen Sportligen wie National Football League, Major League Baseball und National Hockey League wurde die Meisterschaft bislang mehr als viermal verteidigt.

## Die Meistermannschaft der Boston Celtics
| Ron Bonham, Mel Counts, John Havlicek, Tom Heinsohn, K. C. Jones, Sam Jones, Willie Naulls, Bob Nordmann, Bill Russell, Tom Sanders, Larry Siegfried, John Thompson, Gerry Ward Head Coach Red Auerbach |